# Moularès
Moularès es una comuna francesa situada en el departamento de Tarn, en la región de Occitania.

## Demografía
| 510 | 462 | 395 | 345 | 305 | 281 | 254 |
| Para los censos de 1962 a 1999 la población legal corresponde a la población sin duplicidades (Fuente: INSEE [Consultar]) |     |     |     |     |     |     |